# Bataille de Sahart
Guerre Adal-Éthiopie
Batailles
La Bataille de Sahart eut lieu le 24 avril 1541 entre l'armée de l'Empereur Gelawdewos et les forces de Garad Emar, un lieutenant de l'Imam Ahmed Ibn Ibrahim Al-Ghazi. Selon des sources éthiopiennes, Gelawdewos a été vaincu .
Gelawdewos accéda au trône peu après la mort de son père le 2 septembre 1540. Malgré sa jeunesse, au cours des mois suivants, il fit plusieurs attaques réussies contre les garnisons Adalites dans le nord de l'Éthiopie. Celles-ci ont remonté le moral des Éthiopiens chrétiens rétifs, et à son arrivée dans la province de Semien, il a été entouré par les apostats et d'autres qui avaient rejoint l'imam qui demandait sa clémence. Peu de temps après, le jeune empereur traversa la Tekezé, pour observer Pâques à Sard . Garad Emar, le gouverneur d'Ahmad Gragn de Ganz, a supposé que les lieutenants de Galawdewos seraient absents chez eux pour célébrer la fête, il a donc choisi cette date pour frapper ; selon Bruce, ces plans ont été rapidement communiqués à Gelawdewos, qui a pu préparer sa propre réponse .
Selon Bruce, lorsque Garad Emar s'est approché de Sard, il est tombé dans une embuscade que Gelawdewos avait préparée et l'armée du gouverneur a été détruite. Cependant, les chroniques éthiopiennes affirment que Gelawdewos a été vaincu à Sahart . Quel que soit le résultat, Gelawdewos s'est retiré sur le Takaze. Bien que le récit traditionnel soit que Gelawdewos se soit retiré au sud aussi loin que la région de Choa, C.F. Beckingham a produit des preuves montrant que l'empereur éthiopien s'est enfui loin vers le sud, sur la rivière Abay dans le Godjam, puis de nouveau sur l'Abay pour finalement atteindre Ginde Beret, «situé au sud de la partie la plus méridionale du Nil Bleu», quelque temps après le 26 mai .